# Burg Tringenstein
Die Burg Tringenstein ist die Ruine einer Höhenburg auf 532 m ü. NN über dem Ortsteil Tringenstein der Gemeinde Siegbach im Lahn-Dill-Kreis in Hessen.

## Geschichte
In einer Urkunde vom 23. März 1356 wird erstmals die neue Burg Burg Tringenstein genannt. Sie ist vermutlich identisch mit der Burg „Murstein“, die 1352 in einer Sühneurkunde erwähnt wird. Diese neue Burg wurde auf Veranlassung der Gräfin Adelheid, Witwe des Grafen Otto II. von Nassau-Dillenburg (Haus Nassau), 1350/51 auf dem Murstein als Gegenmaßnahme zur neuen hessischen Burg Neu-Dernbach errichtet. Der Burgberg war im Besitz der Edelherren von Bicken, Linie von Bicken zu Marburg-Wolkersdorf. Zusammen mit der Burg entstand auch das Dorf Tringenstein.
Burg Tringenstein wurde Sitz des nassauischen Amtes (Gerichtes) Tringenstein, dem ein Amtmann vorstand, das Gegenstück des direkt angrenzenden hessischen Amtes Blankenstein mit Sitz auf Burg Blankenstein bei Gladenbach. Ferner diente die Burg im gräflichen Jagdrevier des Schelderwaldes auch als Jagdschloss. Gegen Ende des 15. Jahrhunderts war Burg Tringenstein, nach Ausbau durch Graf Johann IV., sogar zeitweise Residenz u. a. der Gräfin Elisabeth. Auch zu Anfang des Dreißigjährigen Kriegs residierten die Dillenburger Grafen hier längere Zeit. Als 1725 das Amt Tringenstein mit dem Amt Ebersbach verbunden wurde, verlegte der letzte Tringensteiner Amtmann seinen Sitz nach Ebersbach.
Die Burg war danach bis auf den Burgdiener unbewohnt und ohne weitere Funktion. Nachdem 1739 die Nassau-Dillenburger Linie ausgestorben war, hatte niemand mehr Interesse an der Burg. In den Jahren 1773 und 1774 wurde vom Schloss alles verkauft, „was dem Raub ausgesetzt war“. Das Bauwerk stand leer und verfiel. Das Haupthaus wurde 1839 wegen Einsturzgefahr niedergelegt. Danach wurde die Burg als Steinbruch benutzt und nach und nach abgerissen.
Heute sind auf dem Burghügel nur noch wenige Mauerreste und eine Nachbildung der Burg zu sehen.

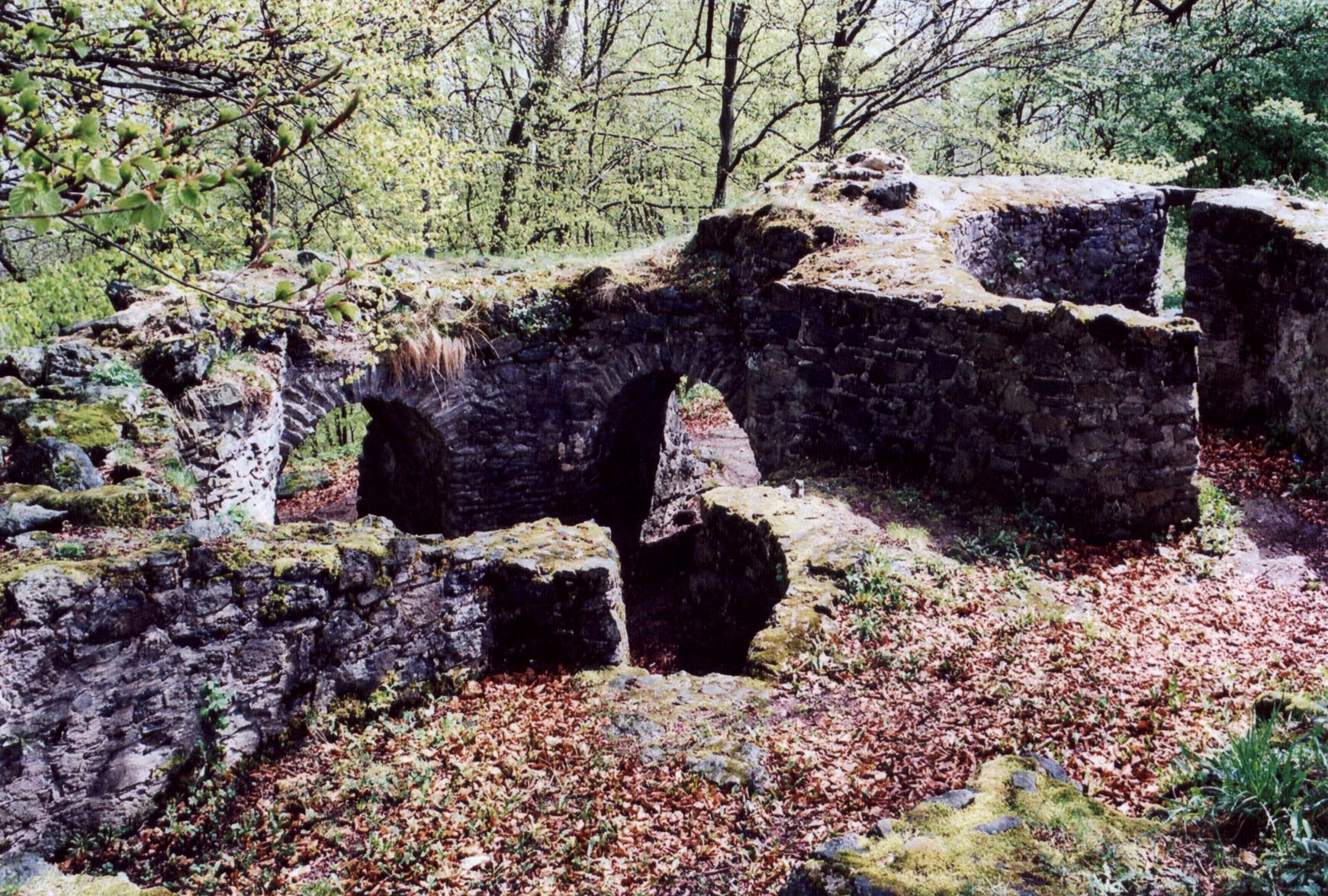
Reste eines Gebäudes (2008)
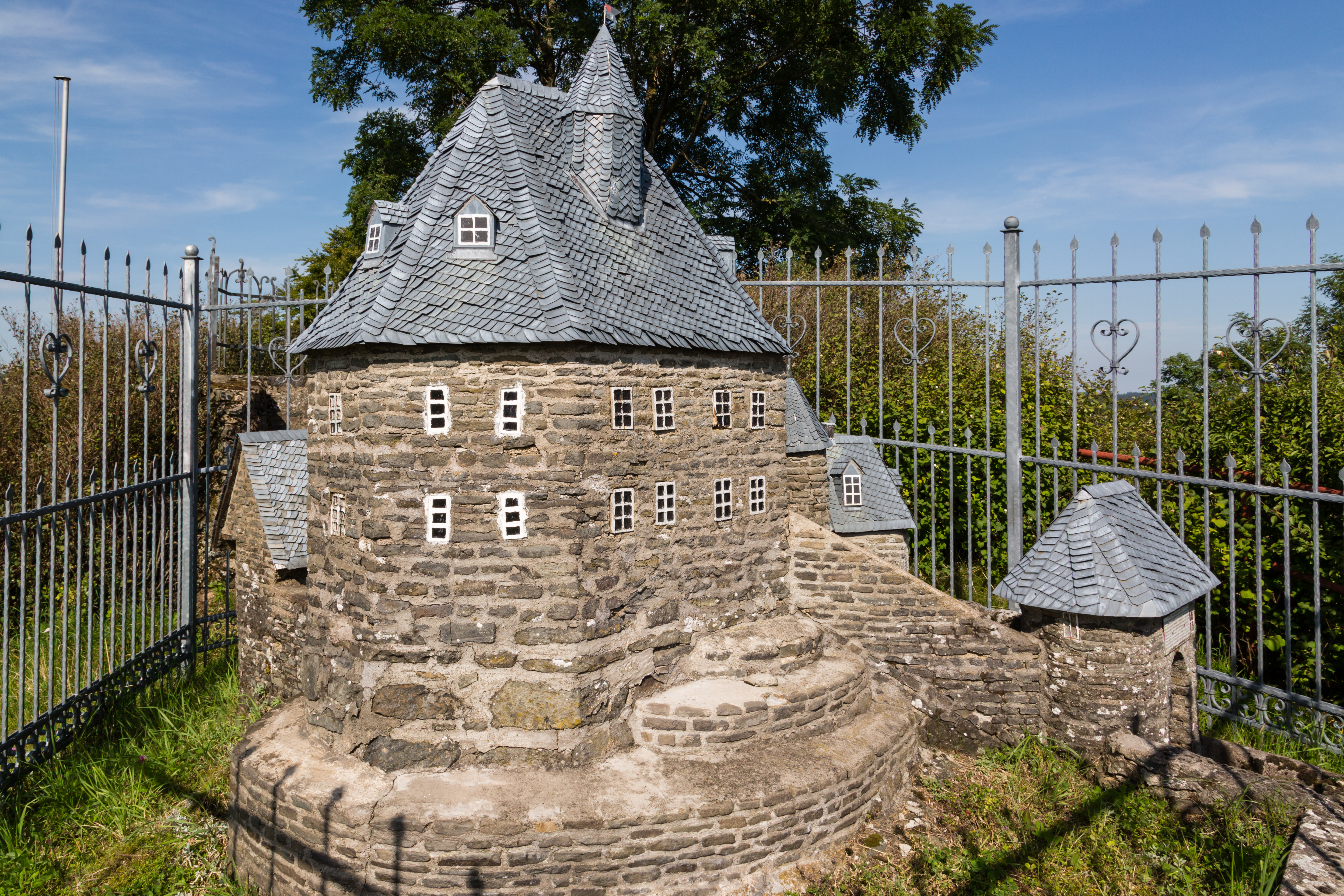
Burg Tringenstein auf dem Burgberg (Modell)